# Doraemon: Nobita no wan-nyan jikūden
Doraemon: Nobita no wan-nyan jikūden (ドラえもん のび太のワンニャン時空伝?), è un film d'animazione del 2004 diretto da Tsutomu Shibayama.
Si tratta del venticinquesimo film di Doraemon, distribuito nelle sale giapponesi il 6 marzo 2004. È l'ultimo film della serie ad essere legato alla serie televisiva del 1979 e ad utilizzare il cast di doppiatori originali.

## Trama
Un giorno, Nobita trova un simpatico cane randagio e decide di portarlo a casa, tenendolo nascosto dai genitori. Nobita battezza il cane Ichi. Ben presto, Nobita adotta un altro cane randagio chiamato Zubu, ed un altro ancora ed in poco tempo si trova a dover nascondere numerosi cuccioli di cani e gatti. Non potendosene più prendere cura, Nobita ed i suoi amici decidono di inviare gli animali 300 milioni di anni indietro grazie ad una macchina del tempo di Doraemon, in modo che lontani dagli esseri umani, le creature possano vivere in pace.
Il giorno successivo, Nobita e gli altri decidono di fare una visita nel passato per vedere come se la cavano le bestiole, ma scoprono che si è creata un'anomalia tempo-spazio, e finiscono per trovarsi mille anni dopo rispetto al periodo previsto. Con grande sorpresa scoprono che i cani ed i gatti si sono evoluti in società civilizzate e si sono divise in due fazioni avversarie che lottano per il predominio sulla società. Come se non bastasse una pioggia di meteoriti minaccia di distruggere il pianeta, ma a causa del chiusky si trasformano in animali: Nobita diventa un lupo, Shizuka diventa un coniglio, Suneo diventa un serpente a sonagli e Gian una pecora grigia e perciò devono usare tutto il coraggio per tornare umani.

## Colonna sonora
- YUME Biyori (YUME日和?) cantata da Hitomi Shimatani